# Tournoi qualificatif de l'OFC des moins de 17 ans 2009
Navigation
Tahiti 2007 2011
Le tournoi qualificatif de l'OFC des moins de 17 ans 2009 est la treizième édition du tournoi qualificatif de l'OFC des moins de 17 ans qui a eu lieu à Auckland, en Nouvelle-Zélande du 20 au 24 avril 2009. L'équipe de Nouvelle-Zélande, championne d'Océanie, remet son titre en jeu. Le vainqueur obtient une qualification automatique pour la prochaine Coupe du monde des moins de 17 ans, qui aura lieu au Nigeria durant l'automne 2009. 
La Nouvelle-Zélande conserve son titre et se qualifie de nouveau pour la Coupe du monde.

## Équipes participantes
- Nouvelle-Zélande - Organisateur et tenant du titre
- Nouvelle-Calédonie
- Tahiti
- Vanuatu

## Résultats
Les 4 équipes participantes sont réparties en une poule unique où chaque équipe rencontre ses adversaires une fois. À l'issue des rencontres, le premier de la poule se qualifie pour la Coupe du monde.
|   | Équipe             | Pts | J | G | N | P | BP | BC | Diff |
| - | ------------------ | --- | - | - | - | - | -- | -- | ---- |
| 1 | Nouvelle-Zélande   | 9   | 3 | 3 | 0 | 0 | 7  | 0  | +7   |
| 2 | Tahiti             | 6   | 3 | 2 | 0 | 1 | 9  | 5  | +4   |
| 3 | Nouvelle-Calédonie | 3   | 3 | 1 | 0 | 2 | 3  | 7  | -4   |
| 4 | Vanuatu            | 0   | 3 | 0 | 0 | 3 | 1  | 8  | -7   |

| 20 avril 2009 | Nouvelle-Zélande   | 3 | 0 | Vanuatu            |
|               | Tahiti             | 5 | 2 | Nouvelle-Calédonie |
| 22 avril 2009 | Tahiti             | 4 | 1 | Vanuatu            |
|               | Nouvelle-Zélande   | 2 | 0 | Nouvelle-Calédonie |
| 24 avril 2009 | Nouvelle-Calédonie | 1 | 0 | Vanuatu            |
|               | Nouvelle-Zélande   | 2 | 0 | Tahiti             |

- La Nouvelle-Zélande se qualifie pour la Coupe du monde des moins de 17 ans.

## Sources et liens externes
- (en) Feuilles de matchs et infos sur RSSSF